# دوسیتوو
دوسیتوو (به بلغاری: Dositeevo) یک منطقهٔ مسکونی در بلغارستان است که در استان خاسکوو واقع شده‌است.